# Oren Koules
Oren Koules, né le 31 janvier 1961, est un producteur de cinéma américain principalement connu pour sa participation à la production de la saga Saw et de la série Two and a Half Men. Il est l'un des fondateurs de la société de production Evolution Entertainment (en). Avant cela, il était joueur de hockey dans la Ligue de hockey de l'Ouest et porté de maillot des Lightning de Tampa Bay et des Helena Bighorns (en).

## Filmographie
Sauf indication contraire, les informations mentionnées dans cette section peuvent être confirmées par les bases de données cinématographiques IMDb et Allociné,  présentes dans la section « Liens externes ».
- 1996 : Mrs. Winterbourne de Richard Benjamin
- 1996 : Le Prix à payer (Set it Off) de F. Gary Gray
- 2003-2012 : Mon oncle Charlie (Two and a Half Men) (série TV) - 186 épisodes
- 2004 : Saw de James Wan
- 2005 : Saw 2 de Darren Lynn Bousman
- 2006 : Saw 3 de Darren Lynn Bousman
- 2007 : Saw 4 de Darren Lynn Bousman
- 2008 : Saw 5 de David Hackl
- 2009 : Saw 6 de Kevin Greutert
- 2010 : Saw 3D : Chapitre final de Kevin Greutert
- 2025 : Trust de Carlson Young